# ワイ公国

ワイ公国
Principality of Wy

国の標語：Ex Municipalis Vincit
国歌：Wy is an Answer
 by Doc Neeson and takesi

ワイ公国（ワイこうこく、英語: Principality of Wy）は、オーストラリアのシドニー郊外のモスマン市に位置する家族による自称国家（ミクロネーション）。

## 歴史

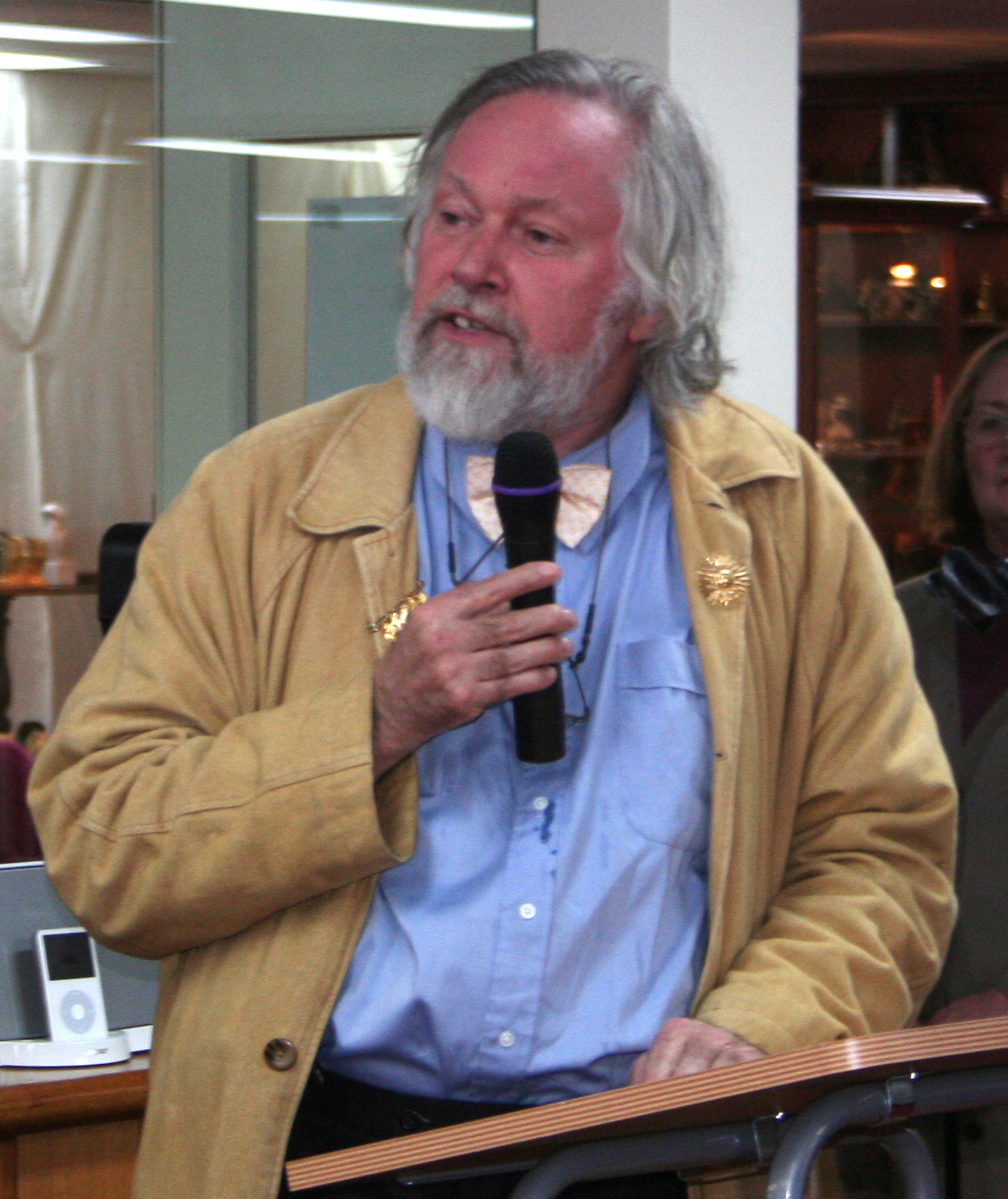
ポール公ことポール・デルプラット（2011年5月23日）

地元自治体に道路の敷設を申請したが自宅前に道路が敷設されなかったことに激怒したポール・デルプラットは、2004年11月15日にモスマン市に独立を宣言した。この宣言はモスマン市長によって受理されたが、国際的並びにオーストラリア国内において独立が承認されたということではない。2013年、裁判所によって道路敷設は公共の目的と反するため認められないという判決が下っている。

## 人口
ポール公とその妻、息子1人、娘2人の家族のみで構成されている。

## 行政区分・地理
領土（敷地）全体が首都である。領土内にはポール公の宮殿（家）のみがあり、公共交通機関はエレベーター。

## 経済
ポール公は芸術家であり、芸術学校を経営している。